# Capitophorus meghalayensis
Capitophorus meghalayensis är en insektsart. Capitophorus meghalayensis ingår i släktet Capitophorus och familjen långrörsbladlöss. Inga underarter finns listade i Catalogue of Life.